# Bataillon de Ploudalmézeau
Le bataillon de Ploudalmézeau regroupa, pendant la seconde guerre mondiale, jusqu'à 1 070 hommes et femmes, soit 10 % des FFI du Finistère. Après avoir libéré le canton de Ploudalmézeau, ce bataillon FFI participa, aux côtés de l'armée américaine, à de nombreux combats le long de la côte nord-ouest du Finistère.

## Constitution
Un groupe de résistants se constitua dès juillet 1940 en lien avec le groupe Élie de Brest. Ce groupe était animé par maître Henri Provostic (pseudonyme Benoît), notaire à Ploudalmézeau,. Le gendarme Joseph Grannec (pseudonyme Joseph 351) le seconda et lui succéda après son arrestation. Le groupe était en lien avec les réseaux Confrérie Notre-Dame, Libération-Nord, Alliance et Jade-Fitzroy. Henri Provostic recruta deux anciens officiers : le colonel Fonferrier dit Rossignol et le commandant Baptiste Faucher.
Parmi les premiers recrutés, on compte : Gaston Boursier (garagiste), Joseph Lusven,et Jean Sanquer (de Ploudalmézeau), Henri Puzin et Louis Berthou (de Plouguin), François Jaouen, Jean Marzin et Joseph Coum (de Saint-Pabu), Édouard Quéau(de Portsall) etc.
Yves Talarmain,, et son fils Alain étaient chargés de former les recrues au maniement des armes. Yves Talarmain est mort au combat à Lanfreust en Ploumoguer ; une stèle commémorative qui lui est dédiée se trouve aux Blancs-Sablons dans la commune du Conquet.
Gabriel Bizien était agent de renseignement pour le réseau Quand-Même. Il a été arrêté torturé et exécuté le 6 août 1944 par les Allemands en représailles à la suite de l'exécution d'un soldat russe par les FFI.

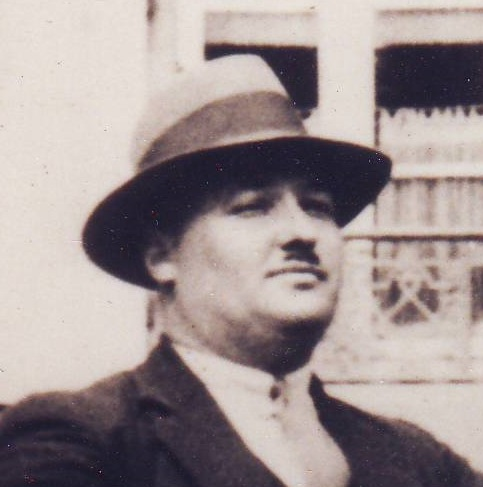
Henri Provostic
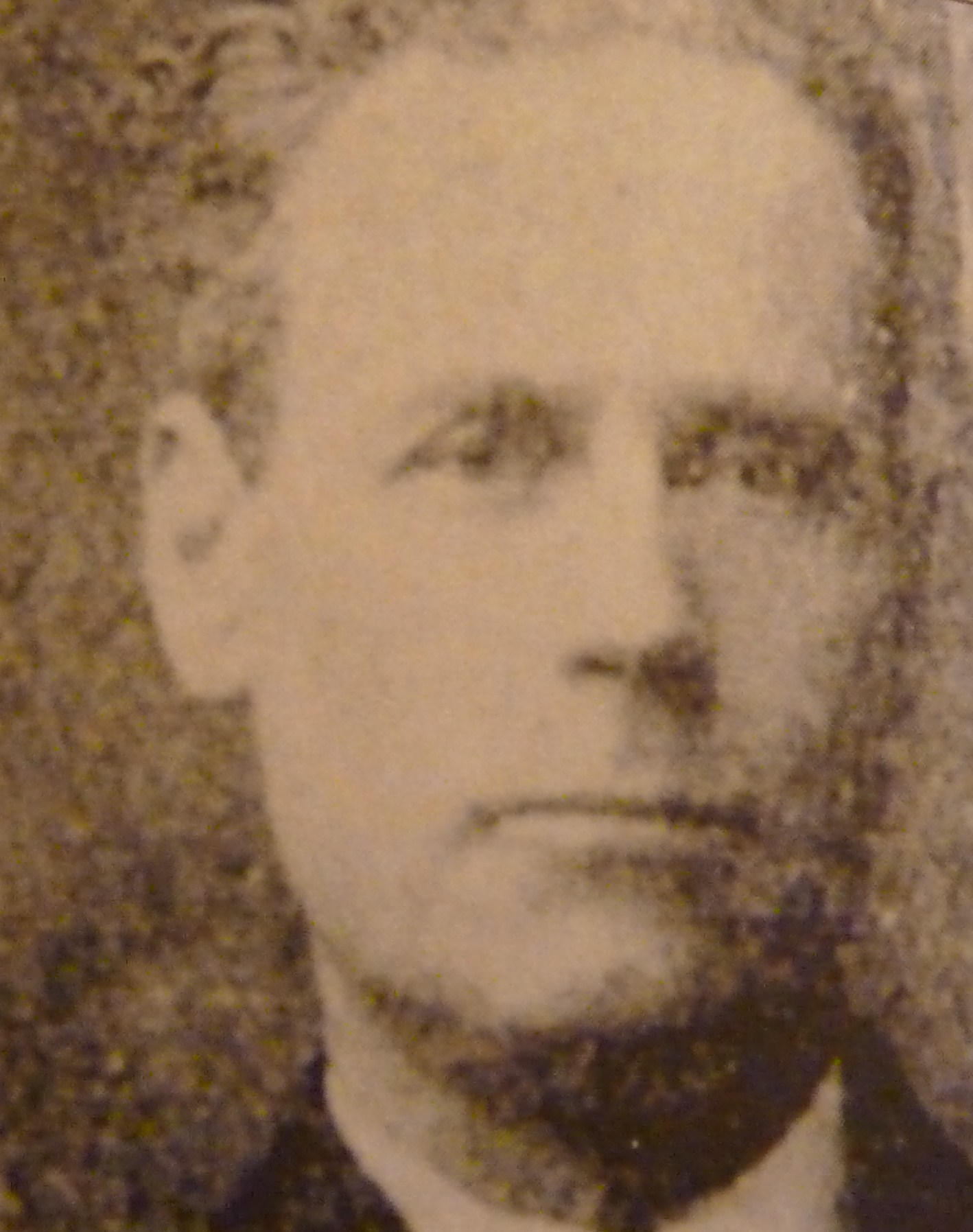
Yves Talarmain
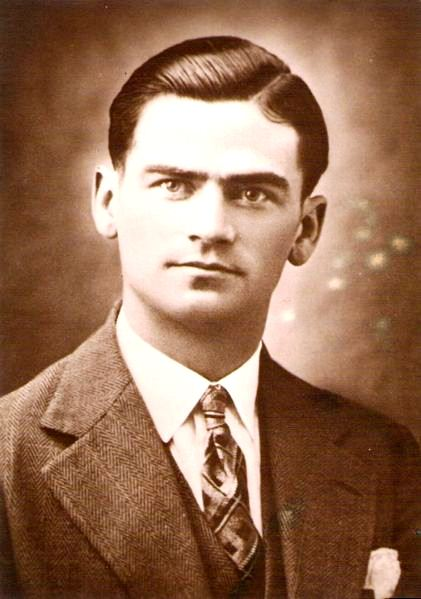
Édouard Quéau

Plaques de rues à Ploudalmézeau en hommage aux résistants.
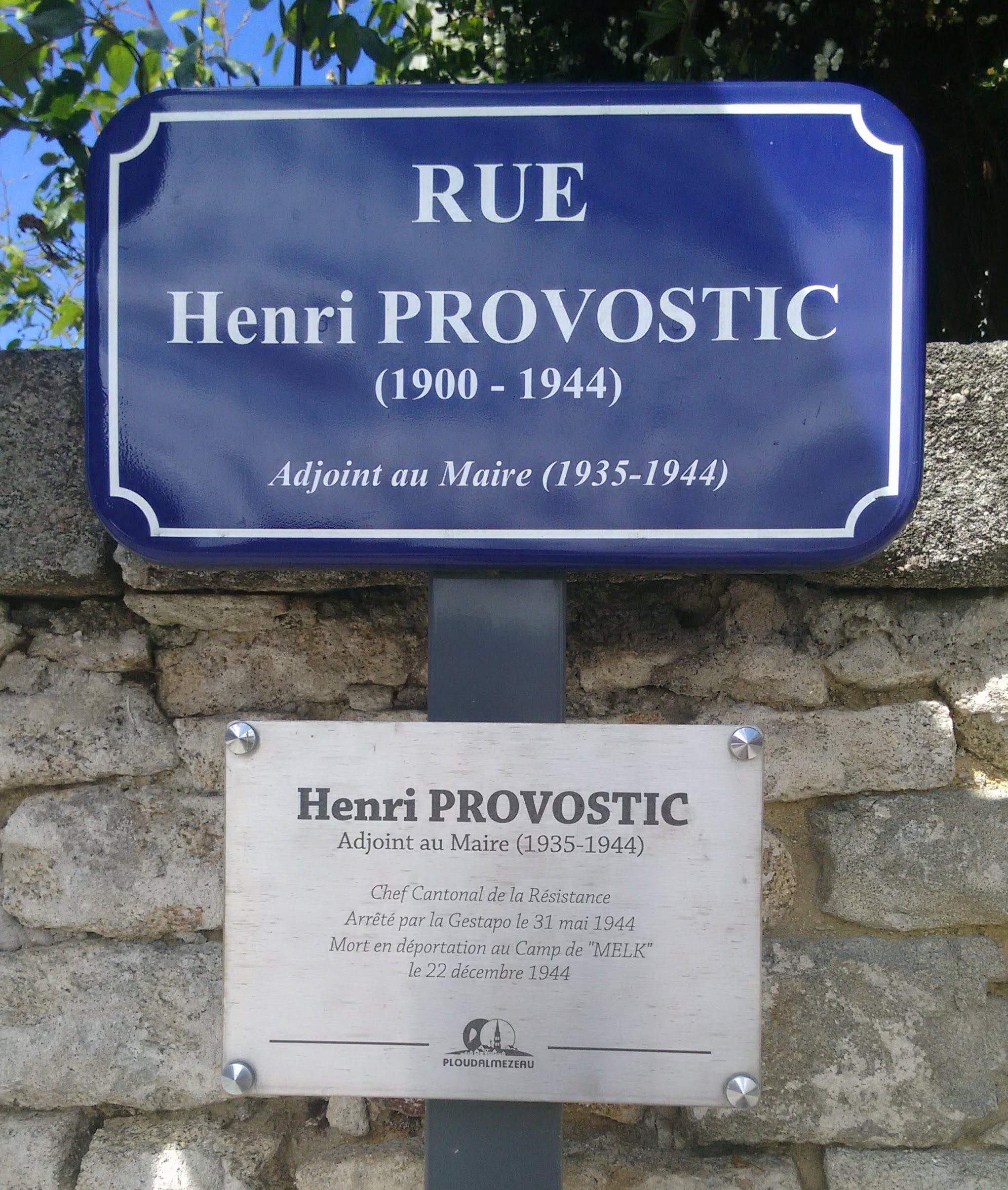
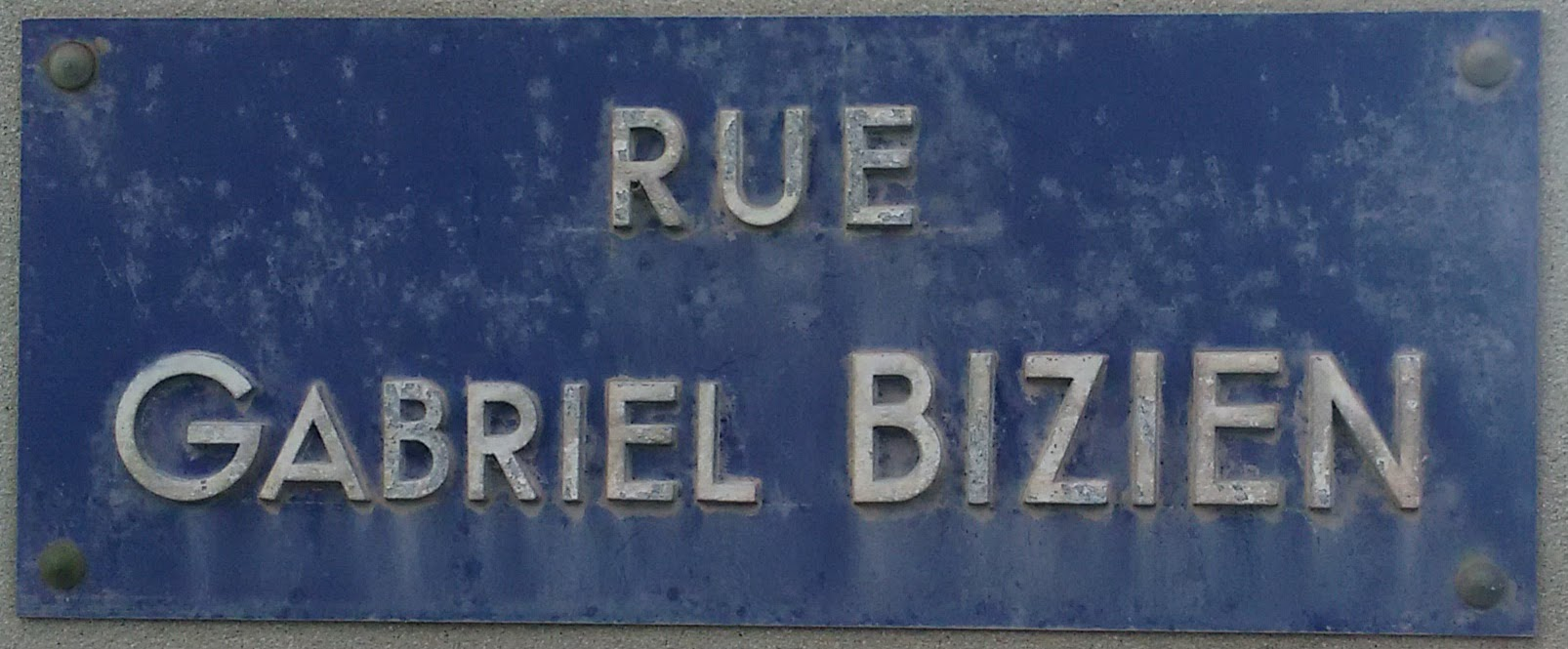
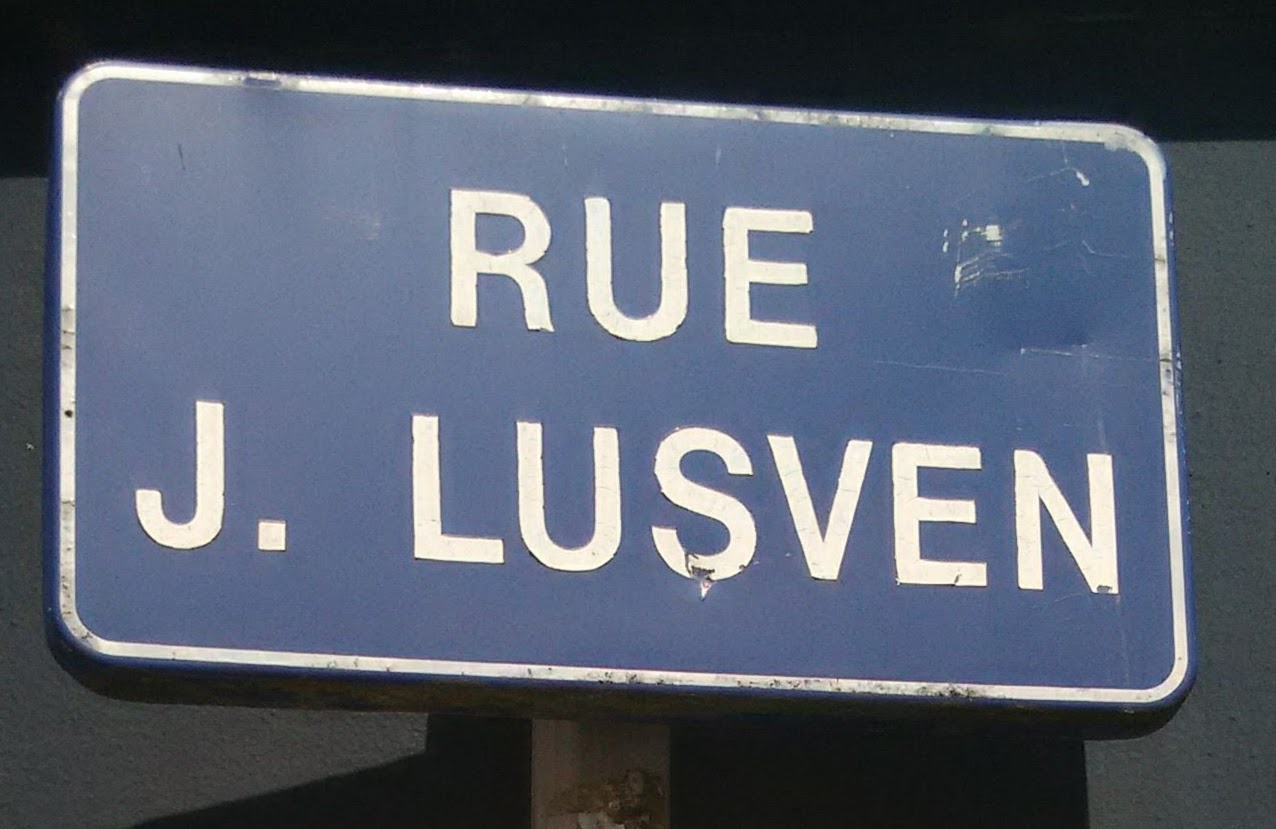
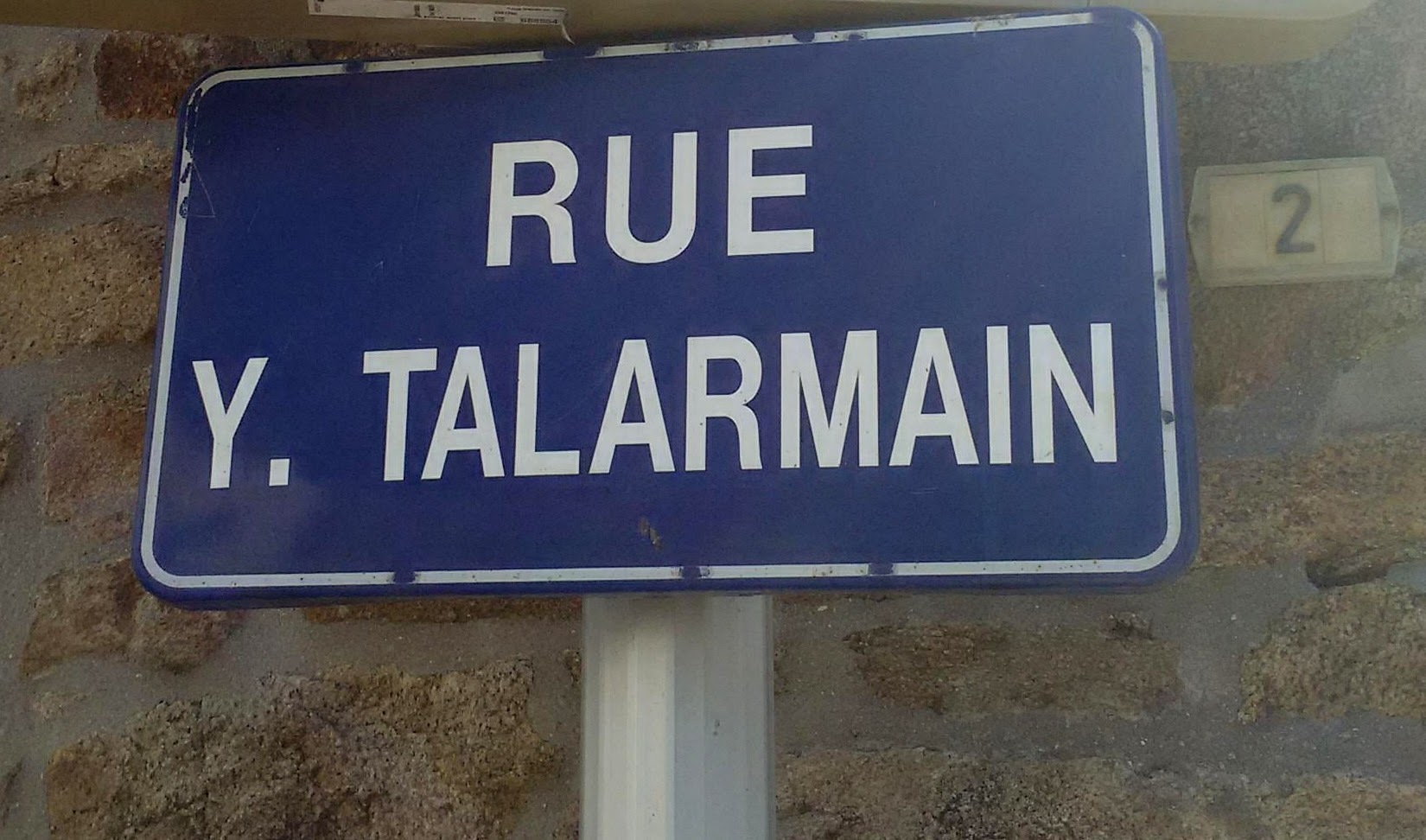
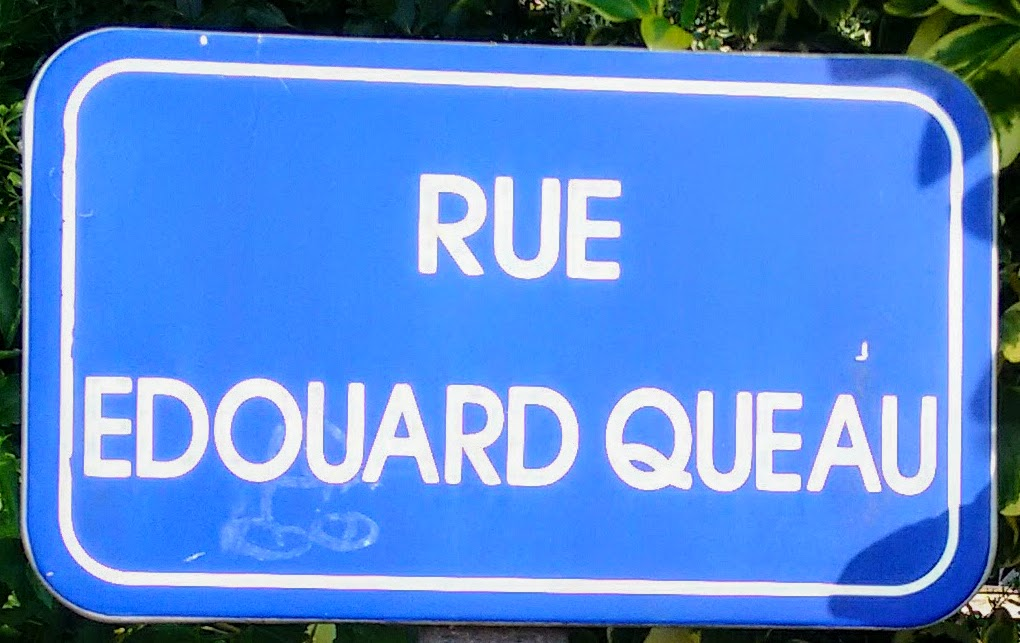

Le bataillon de Ploudalmézeau, qui regroupa jusqu'à 1070 hommes et femmes, a été divisé en 5 compagnies en 1944 :
- première compagnie : Ploudalmézeau, commandé par Joseph Lusven puis Louis Kermorgant,
- deuxième compagnie : Landunvez, Porspoder, Portsall, Plourin
- troisième compagnie : Saint-Pabu, Plouguin,
- quatrième compagnie : Brélès, Lanildut, Plouarzel, Lampaul-Plouarzel, Molène, Saint-Pierre-Quilbignon,
- cinquième compagnie : russes ralliés à la Résistance en août 1944 par Joseph Grannec qui parvint à rallier à la cause bretonne 178 officiers et soldats de l'armée Vlassov, qui participèrent à l'attaque du retranchement allemand de Saint-Pabu[11].

Ils étaient abrités principalement à la ferme Kergoff en Tréouergat (maquis de Tréouergat).

## Actions
Les premières actions furent des vols d'armes à l'occupant et des vols de tickets de rationnement pour nourrir le maquis. En 1941, ils participèrent à des actions comme l'attaque de patrouilles allemandes, la libération de prisonniers à Pontaniou ou la prise en charge d'aviateurs anglais.
Le 2 août 1944 eut lieu un parachutage d'armes à Pont Ours en Plouguin. Le 6 août, tous les combattants se rassemblèrent à Tréouergat. Le secteur de Guissény est libéré le 7 août. Les FFI se battirent pendant plusieurs jours (notamment près du manoir de Kerbabu, autour du pont de Tréglonou, au Cosquer en Plouguerneau,..) afin de libérer le secteur de Lannilis. Georges-Michel Thomas et Alain Le Grand, dans leur ouvrage "Le Finistère dans la guerre" font remarquer que la côte des Abers, à part deux ou trois participations américaines, a été libérée par les FFI. 
Après avoir libéré le canton de Ploudalmézeau, ce bataillon FFI participa aux côtés de l'armée américaine à de nombreux combats le long de la côte nord-ouest du Finistère, notamment à la pointe de Corsen en Plouarzel, à Kervélédan et à la pointe d'Illien en Ploumoguer, et près du Conquet dans la presqu'île de Kermorvan et à l'est de Lochrist pour la prise de la redoutable batterie allemande Graf Spee de Keringar,. Un livre leur rend hommage.

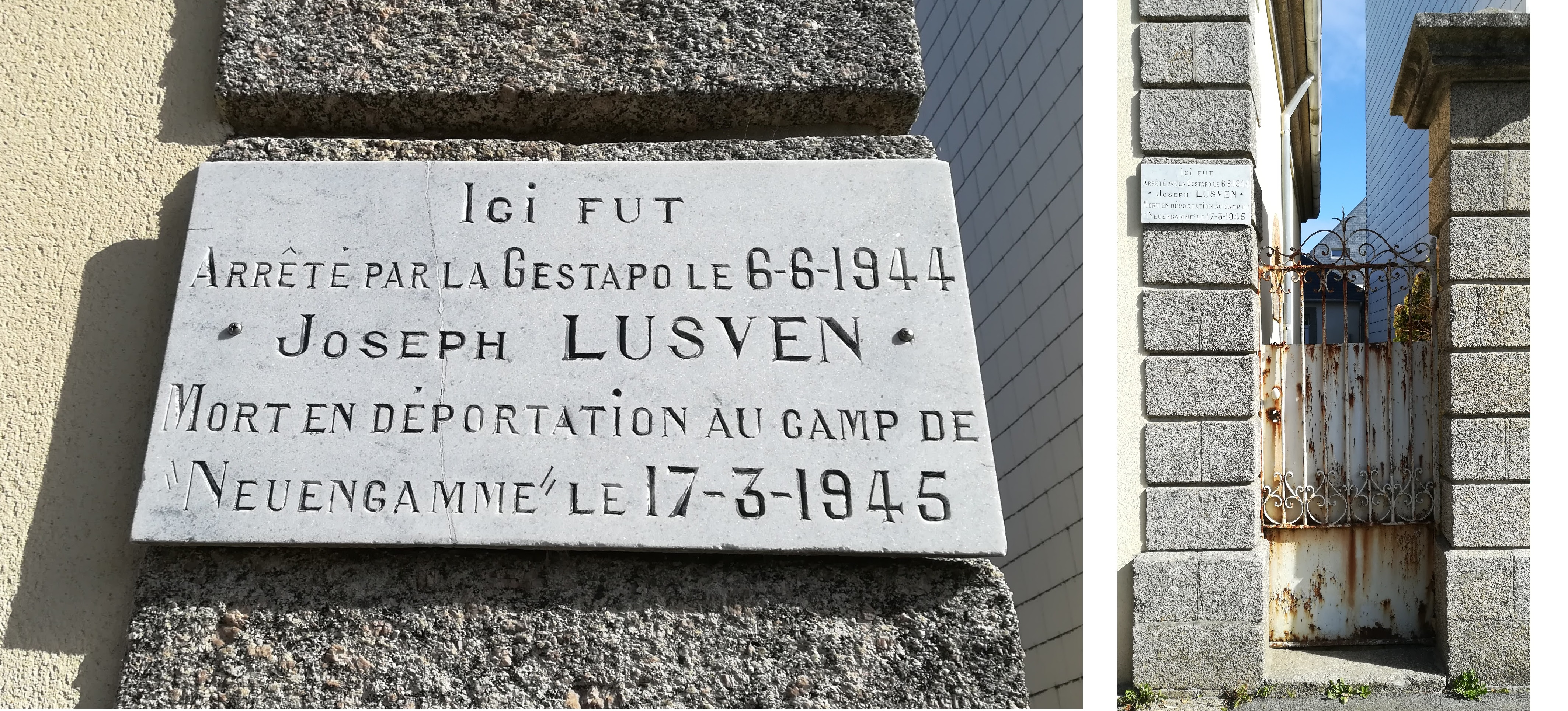
Plaque en hommage à Joseph Lusven apposée au 11 de la rue J. Lusven à Ploudalmézeau.

## Arrestations
Le colonel Fonferrier fut arrêté le 25 mai 1944 par le Kommando Schaad. Henri Provostic fut arrêté le 31 mai 1944, ainsi que Joseph Coum, Joseph Mouden, Jean Le Gall. Ils furent conduits au château de Trouzilit en Tréglonou (réquisitionné par les allemands) et torturés. Le 6 juin, Joseph Lusven, Édouard Quéau et d'autres furent arrêtés également.
Tous ces résistants du réseau de Ploudalmézeau furent regroupés au camp Margueritte à Rennes, puis déportés avec d'autres en Allemagne, dans un convoi, dit train de Langeais début août 1944, alors que la libération était déjà en marche.   
Joseph Lusven fut déporté à Natzweiler, puis à Dachau, et est mort le 17 mars 1945 au camp de Neuengamme.   

## Hommages
Une stèle rappelant l'action du bataillon de Ploudalmézeau est érigée au bord de la route entre Tréouergat et Guipronvel, près de la ferme de Kergoff. Tous les ans une cérémonie rend hommage aux résistants de la guerre 39-45.

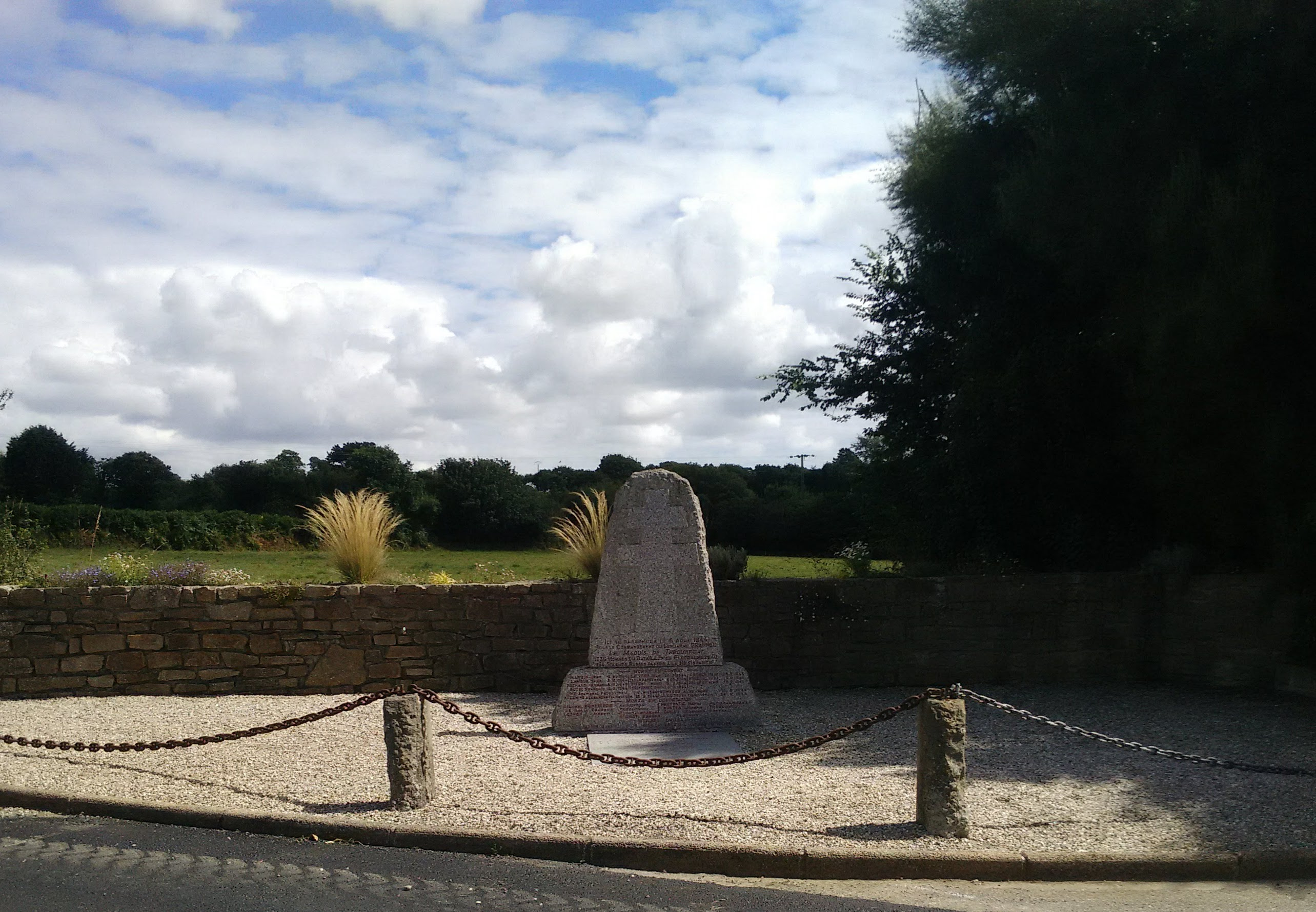
Maquis de Tréouergat - stèle
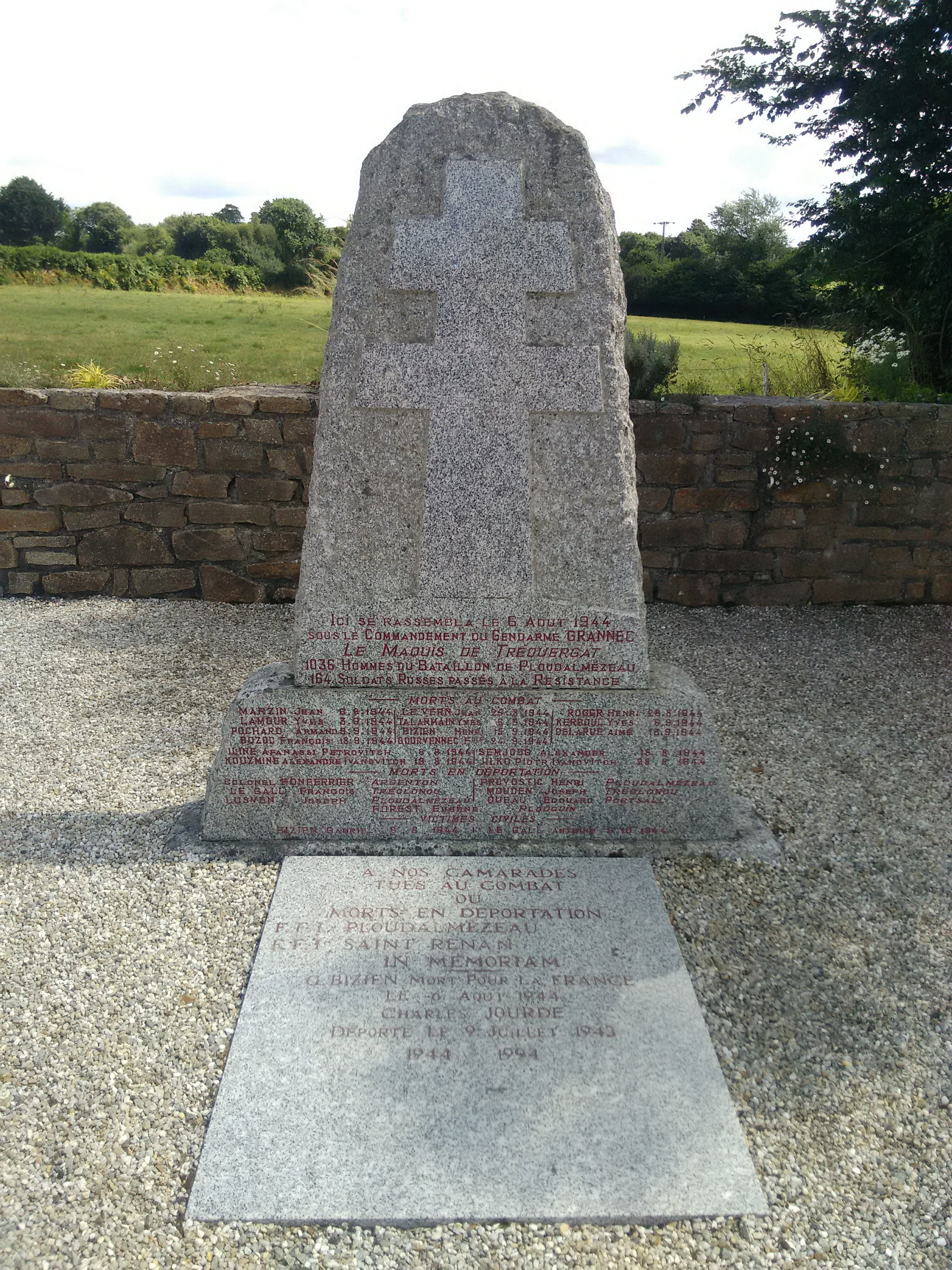
Maquis de Tréouergat - stèle vue de près
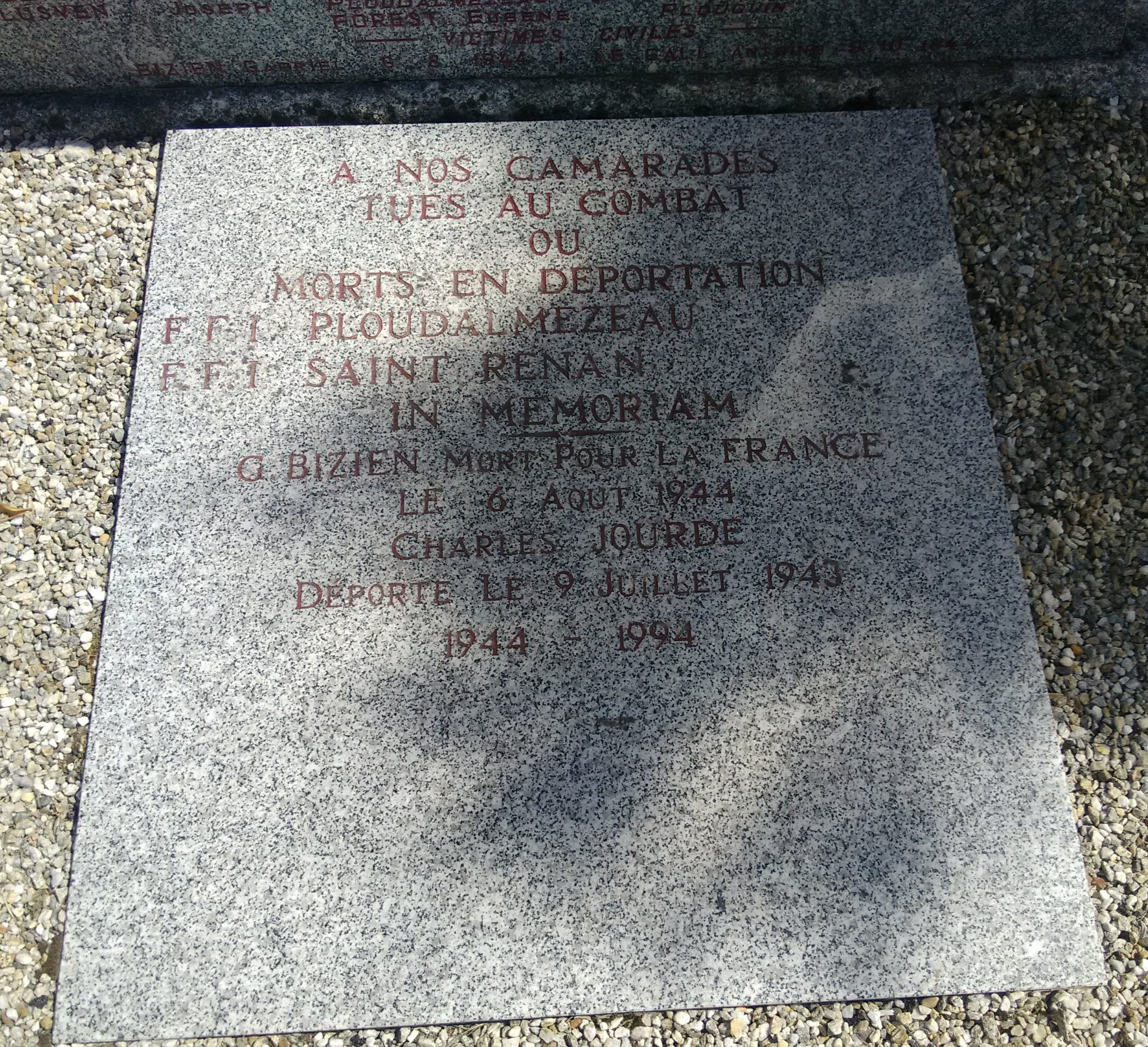
Maquis de Tréouergat - gros plan de la plaque
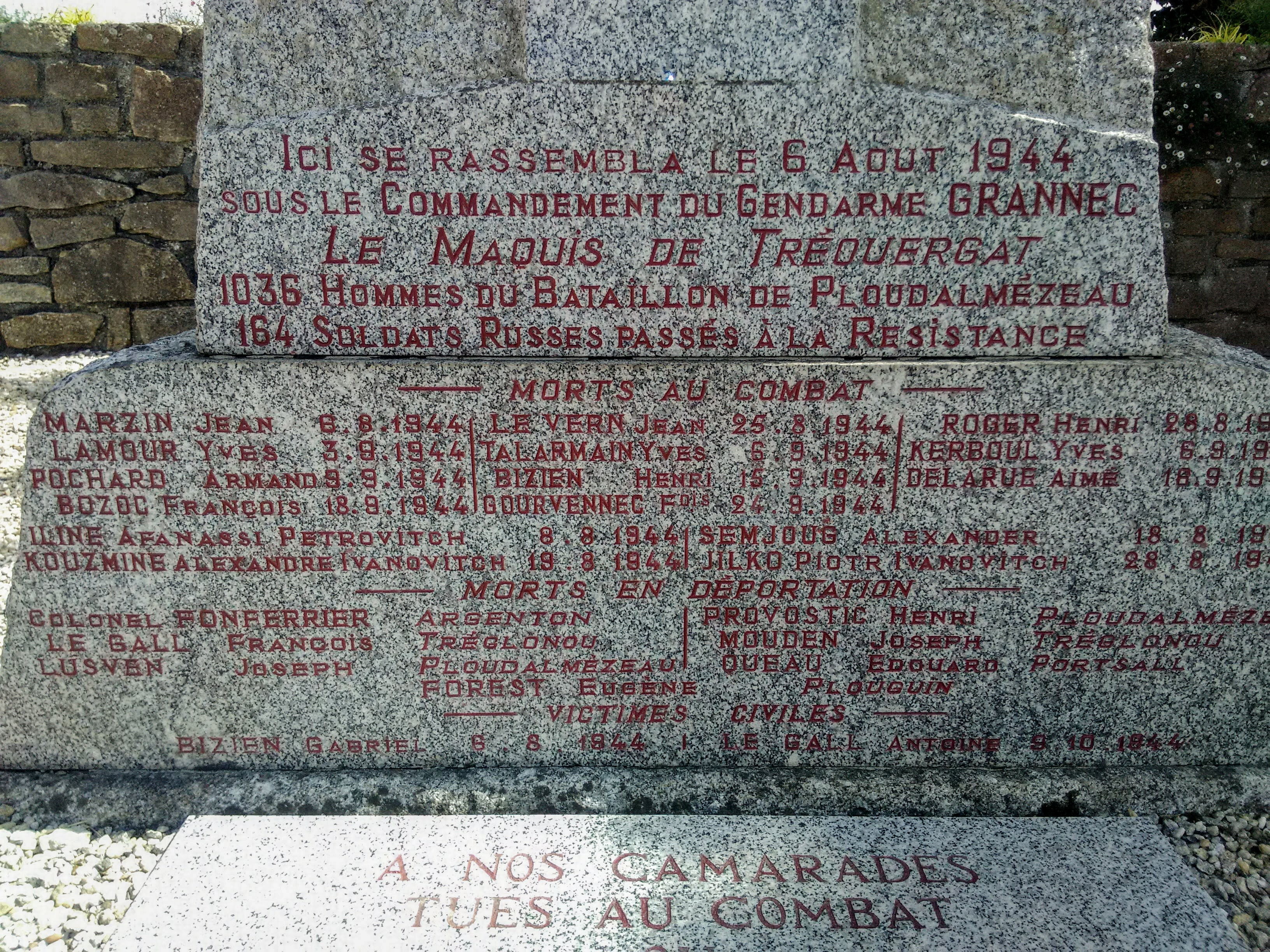
Maquis de Tréouergat - gros plan des inscriptions sur la stèle
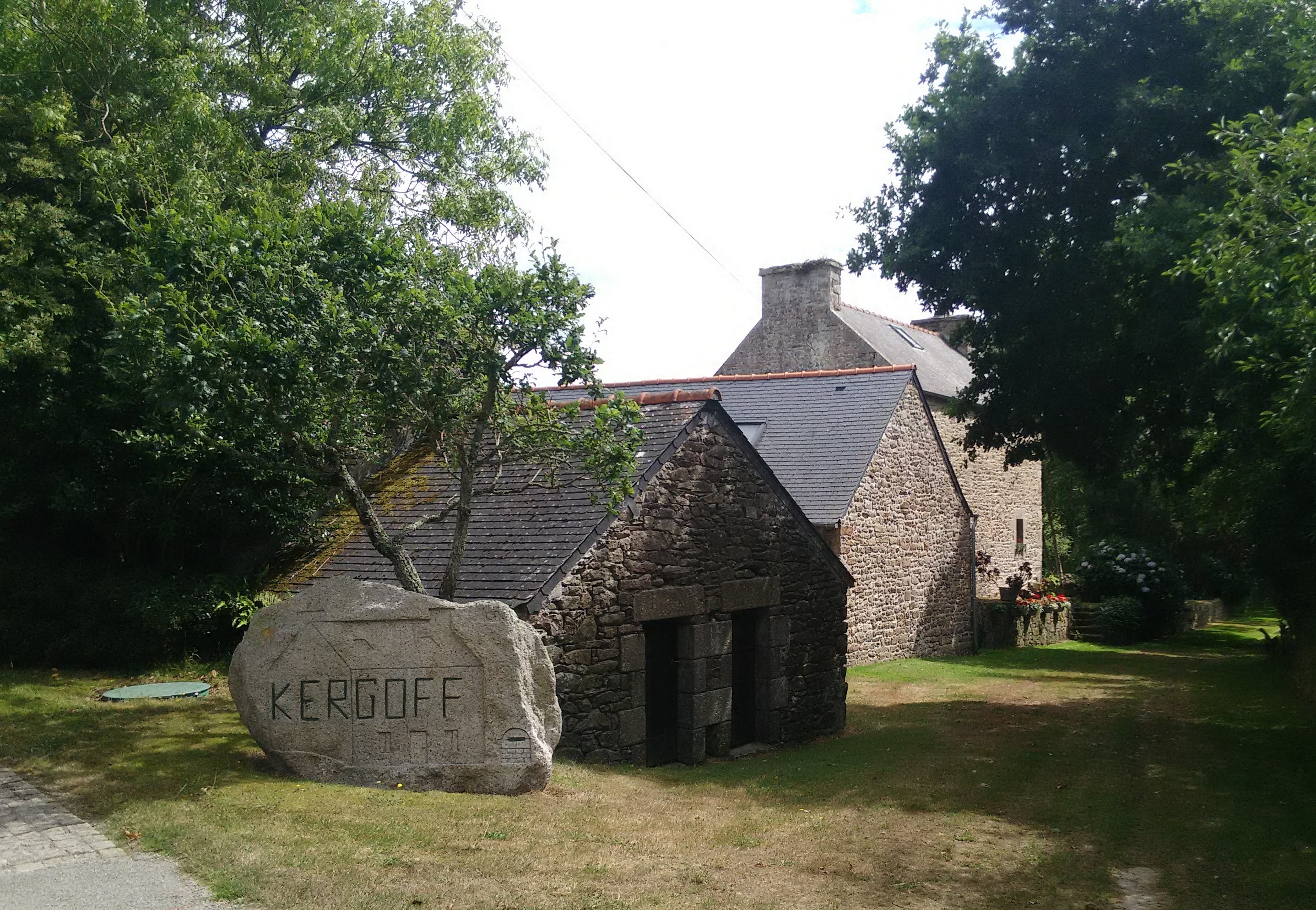
Ferme de Kergoff

L'histoire de la 1074ème section des Médaillés Militaires du canton de Ploudalmézeau peut être consultée sur un site Internet.